# Concerto per viola
Un concerto per viola e orchestra, o semplicemente concerto per viola, è un concerto in cui lo strumento solista è la viola accompagnata dall'orchestra o, più raramente, da un più piccolo ensemble di strumenti. In quest'ultimo caso, con l'accompagnamento per esempio di un'orchestra d'archi, si tratta di musica da camera. I primi esempi di concerti per viola includono il concerto in sol maggiore di Telemann e diversi concerti di Carl Stamitz e altri membri della sua famiglia.

## Concerti per viola

### Barocco

#### Viola sola
- Georg Philipp Telemann: concerto per viola e archi in sol maggiore

#### Viola concertante
- Johann Sebastian Bach: concerto brandeburghese n. 6 in mi bemolle maggiore (BWV 1051)
- Georg Philipp Telemann: concerto per due viole, archi e basso continuo in sol maggiore
- Johann Gottlieb Graun: concerto per violino, viola e archi in do minore
- Ignaz Jacob Holzbauer: concerto per viola, violoncello e archi in mi bemolle maggiore
- Christoph Graupner: concerto per viola, viola d'amore e archi

### Stile galante e classicismo

#### Viola sola
- Friedrich Benda: concerto in fa maggiore
- Franz Xaver Brixi: concerto in do maggiore
- Giuseppe Cambini: concerto in re maggiore
- Bartolomeo Campagnoli: Romanza
- Henri Casadesus: concerto in do minore (spacciato per opera di J.C Bach)[1]
- Karl Ditters von Dittersdorf: concerto per viola e orchestra in fa maggiore
- Georg Druschetzky: concerto per viola e orchestra in fa maggiore
- Ivan Chandoškin: concerto in do maggiore
- Franz Anton Hoffmeister:

concerto in re maggiore
concerto in si bemolle maggiore
- Roman Hoffstetter:

concerto in do maggiore,
concerto in mi bemolle maggiore
concerto in sol maggiore
- Johann Nepomuk Hummel: Potpourri per viola e orchestra
- Ignaz Pleyel: 3 concerti
- Alessandro Rolla: quindici concerti per viola e orchestra
- Joseph Schubert:

concerto in do maggiore
concerto in mi bemolle maggiore
- Anton Stamitz:

concerto in si maggiore
concerto in fa maggiore
concerto in sol maggiore
concerto in re maggiore
- Karl Stamitz:

concerto n°1 in re maggiore
concerto n°2 in si bemolle/la maggiore (con il ricorso alla scordatura)
concerto n°3 in la maggiore
- Johann Baptist Vanhal:

concerto in do maggiore
concerto in fa maggiore
- Carl Friedrich Zelter: concerto per viola e orchestra in mi bemolle maggiore

#### Viola concertante
- Karl Ditters von Dittersdorf: Sinfonia concertante per viola, contrabbasso e orchestra
- Wolfgang Amadeus Mozart: Sinfonia concertante per violino, viola e orchestra
- Ignace Pleyel: Sinfonia concertante per violino, viola e orchestra
- Carl Stamitz:  Sinfonia concertante per violino, viola e orchestra

### Romanticismo, postromanticismo e contemporanea

#### Viola sola
- Samuel Adler: concerto per viola
- Paul Angerer:

due concerti
Musik
- Béla Bartók: concerto per viola e orchestra

- Conrad Beck: Konzert
- Arthur Benjamin: concerto: Elegia, Valzer, Toccata
- York Bowen: concerto
- Richard Eugéne Bozza: Concertino
- Leonardo Cardenas: Transfiguraciones
- Neria Cepaite: concerto per viola
- Diego Conti: Dialoghi per viola e orchestra
- Dello Joio: Lyric Suite
- Houston Dunleavy:

concerto per viola e fiati
concerto per viola, archi, percussioni e piano
- Cecil Forsyth: concerto in sol maggiore
- Giorgio Federico Ghedini: Musica da concerto per viola e archi (1953)
- Mark Gresham: 3 Essays per viola e orchestra d'archi
- Stanley Grill: 4 Elementi per viola e orchestra d'archi
- Sofija Asgatovna Gubajdulina: concerto per viola e orchestra
- Amanda Harberg: concerto per viola
- John Harbison: concerto per viola e orchestra
- Paul Hindemith:
Kammermusik n.5
Konzertmusik op.48
Der Schwanendreher
- Alan Hovaness: Talin Concerto
- Gordon Jacob:

concerto n.1 per viola e orchestra d'archi
concerto n.2 per viola e orchestra d'archi
- Trent Johnson: concerto per viola
- György Kurtág: Konzert
- Lars Erik Larsson: Concertino
- Frank Ezra Levy: concerto per viola
- Frank Lewin: Concerto Armonico
- Jose Lezcano: concerto per viola
- Jef Maes: concerto per viola
- Peter Machajdík: Behind the Waves (Concerto per Viola e orchestra d'archi) (2016)     ()
- Peter Machajdík: Between the Waves (Concerto per Viola e orchestra d'archi) (2021)     ()
- Frank Martin: Ballade
- Bohuslav Martinů: Rhapsody-Concerto
- Darius Milhaud: 2 Concerti
- Paul Muller-Zurich: concerto in fa minore op. 24 per viola e piccola orchestra
- Charles Nichols: “Nicolo, Jimi, John” Un concerto per viola e orchestra
- Gösta Nistroem: concerto per viola Homage à la Frence (1940)
- Krzystof Penderecki: concerto
- Walter Piston: concerto
- Liduino Pitombeira: concerto per viola e orchestra
- Quincy Porter: Konzert
- Jean Rivier: Concertino
- Miklós Rózsa: concerto
- Edmund Rubbra: concerto
- Andrew Rudin: concerto per viola
- Alfred Schnittke: concerto per viola
- Anna Shkolnikova: concerto per viola e archi
- Tibos Serly:

concerto
Rhapsody
- Martin Vitous: concerto per viola
- William Walton: concerto per viola e orchestra
- John Williams: concerto per viola e orchestra
- Gregg Wramage: concerto da camera

#### Viola concertante
- Max Bruch: concerto per clarinetto, viola e orchestra
- Joke Kegel: Sedimentations per viola, marimba ed ensemble da camera
- Ralph Vaughan Williams: Flos Campi per viola, coro senza parole e piccola orchestra
- Sardelli Federico Maria: concerto per due viole, archi e continuo